# 1931 Capek
1931 Capek је астероид главног астероидног појаса са средњом удаљеношћу од Сунца која износи 2,539 астрономских јединица (АЈ).
Апсолутна магнитуда астероида је 13,2.